# يو يو هاكوشو
يو يو هاكوشو (باليابانية: 幽☆遊☆白書، بالروماجي: Yū Yū Hakusho) هي سلسلة مانغا يابانية من تأليف ورسم يوشيهيرو توغاشي، نشرت المانغا من قبل شوئيشا في 3 ديسمبر 1990 حتى 25 يوليو  1994، في مجلة شونن جمب الأسبوعية، وتكونت 19 مجلدًا. اقتبست المانغا إلى أنمي تلفزيوني، عرض الأنمي في 10 أكتوبر عام 1992 واستمر عرضه حتى 17 ديسمبر عام 1994 وتكون من 112 حلقة + 8 أوفا.

## القصة
تدور أحداث القصة عن يوسكي أوراميشي، وهو فتى يبلغ من العمر 14 عامًا، أثناء تجوله في الشوارع، تعرض لحادث سيارة، أثناء  محاولة إنقاذ طفل صغير. يقابل ملك عالم الأرواح، الذي يسمح له بالعودة إلى الحياة، مقبل ان يصبح مخبر عالم الجريمة.

## الشخصيات

### الشخصيات الرئيسية
يوسكي أوراميشي (باليابانية: 浦飯 幽助، بالروماجي: Urameshi Yūsuke)
مؤدي الصوت: نوزومو ساساكي
كازوما كوابارا (باليابانية: 桑原 和真، بالروماجي: Kuwabara Kazuma)
مؤدي الصوت: شيغيرو تشيبا
كوراما (باليابانية:  蔵馬، بالروماجي:  Kurama)
مؤدية الصوت: ميغومي أوغاتا/ شيغيرو ناكاهارا
هييه (باليابانية: 飛影، بالروماجي: Hiei)
مؤدي الصوت: نوبويوكي هياما
غينكاي (باليابانية:  幻海، بالروماجي: Genkai)
مؤدية الصوت: هيساكو كيودا
ميغومي هاياشيبارا(أيام الشباب)

### شخصيات أخرى
راندو (باليابانية: 乱童، بالروماجي: Randō)
مؤدية الصوت: يو إينوي
الوحوش الأربعة (باليابانية: 四聖獣، بالروماجي: Shiseijū)
مؤدي الصوت: تاكيشي واتابي
رينكو (باليابانية: 鈴駒، بالروماجي: Rinku)
مؤدية الصوت: ريكو كوندو

## وصلات خارجية
- الموقع الرسمي (باليابانية)
- يو يو هاكوشو على موقع ANN manga (الإنجليزية)